# Campionati del mondo di ciclismo su pista - Scratch femminile
Lo scratch femminile è una delle prove inserite nel programma dei campionati del mondo di ciclismo su pista. Si corre dall'edizione 2002.

## Albo d'oro
Aggiornato all'edizione 2024.
| Anno | Vincitrice          | Seconda              | Terza              |
| ---- | ------------------- | -------------------- | ------------------ |
| 2002 | Lada Kozlíková      | Rochelle Gilmore     | Ol'ga Sljusareva   |
| 2003 | Ol'ga Sljusareva    | Rochelle Gilmore     | Adrie Visser       |
| 2004 | Yoanka González     | Mandy Poitras        | Ol'ga Sljusareva   |
| 2005 | Ol'ga Sljusareva    | Katherine Bates      | Ljudmyla Vypyrajlo |
| 2006 | María Luisa Calle   | Gina Grain           | Ol'ga Sljusareva   |
| 2007 | Yumari González     | María Luisa Calle    | Adrie Visser       |
| 2008 | Ellen van Dijk      | Yumari González      | Belinda Goss       |
| 2009 | Yumari González     | Elizabeth Armitstead | Belinda Goss       |
| 2010 | Pascale Jeuland     | Yumari González      | Belinda Goss       |
| 2011 | Marianne Vos        | Katherine Bates      | Danielle King      |
| 2012 | Katarzyna Pawłowska | Melissa Hoskins      | Kelly Druyts       |
| 2013 | Katarzyna Pawłowska | Sofia Arreola        | Evgenija Romanjuta |
| 2014 | Kelly Druyts        | Katarzyna Pawłowska  | Evgenija Romanjuta |
| 2015 | Kirsten Wild        | Amy Cure             | Allison Beveridge  |
| 2016 | Laura Trott         | Kirsten Wild         | Stephanie Roorda   |
| 2017 | Rachele Barbieri    | Elinor Barker        | Jolien D'Hoore     |
| 2018 | Kirsten Wild        | Jolien D'Hoore       | Amalie Dideriksen  |
| 2019 | Elinor Barker       | Kirsten Wild         | Jolien D'Hoore     |
| 2020 | Kirsten Wild        | Jennifer Valente     | Maria Martins      |
| 2021 | Martina Fidanza     | Maike van der Duin   | Jennifer Valente   |
| 2022 | Martina Fidanza     | Maike van der Duin   | Jessica Roberts    |
| 2023 | Jennifer Valente    | Maike van der Duin   | Michaela Drummond  |
| 2024 | Lorena Wiebes       | Jennifer Valente     | Ally Wollaston     |

## Medagliere
Aggiornato all'edizione 2024
| Pos.   | Nazione       | Oro | Argento | Bronzo | Totale |
| ------ | ------------- | --- | ------- | ------ | ------ |
| 1      | Paesi Bassi   | 6   | 5       | 2      | 13     |
| 2      | Cuba          | 3   | 2       | 0      | 5      |
| 3      | Italia        | 3   | 0       | 0      | 3      |
| 4      | Gran Bretagna | 2   | 2       | 2      | 6      |
| 5      | Polonia       | 2   | 1       | 0      | 3      |
| 6      | Russia        | 2   | 0       | 5      | 7      |
| 7      | Stati Uniti   | 1   | 2       | 1      | 4      |
| 8      | Belgio        | 1   | 1       | 3      | 5      |
| 9      | Colombia      | 1   | 1       | 0      | 2      |
| 10     | Francia       | 1   | 0       | 0      | 1      |
| 10     | Rep. Ceca     | 1   | 0       | 0      | 1      |
| 12     | Australia     | 0   | 6       | 3      | 9      |
| 13     | Canada        | 0   | 2       | 2      | 4      |
| 14     | Messico       | 0   | 1       | 0      | 1      |
| 15     | Nuova Zelanda | 0   | 0       | 2      | 2      |
| 16     | Danimarca     | 0   | 0       | 1      | 1      |
| 16     | Portogallo    | 0   | 0       | 1      | 1      |
| 16     | Ucraina       | 0   | 0       | 1      | 1      |
| Totale | Totale        | 23  | 23      | 23     | 69     |

| Pos. | Atleta              | Oro | Argento | Bronzo | Totale |
| ---- | ------------------- | --- | ------- | ------ | ------ |
| 1    | Kirsten Wild        | 3   | 2       | 0      | 5      |
| 2    | Yumari González     | 2   | 2       | 0      | 4      |
| 3    | Katarzyna Pawłowska | 2   | 1       | 0      | 3      |
| 4    | Ol'ga Sljusareva    | 2   | 0       | 3      | 5      |
| 5    | Martina Fidanza     | 2   | 0       | 0      | 2      |
| 6    | Jennifer Valente    | 1   | 2       | 1      | 4      |
| 7    | María Luisa Calle   | 1   | 1       | 0      | 2      |
| 7    | Elinor Barker       | 1   | 1       | 0      | 2      |
| 9    | Kelly Druyts        | 1   | 0       | 1      | 2      |
| 10   | Rachele Barbieri    | 1   | 0       | 0      | 1      |
| 10   | Ellen van Dijk      | 1   | 0       | 0      | 1      |
| 10   | Yoanka González     | 1   | 0       | 0      | 1      |
| 10   | Pascale Jeuland     | 1   | 0       | 0      | 1      |
| 10   | Lada Kozlíková      | 1   | 0       | 0      | 1      |
| 10   | Laura Trott         | 1   | 0       | 0      | 1      |
| 10   | Marianne Vos        | 1   | 0       | 0      | 1      |
| 10   | Lorena Wiebes       | 1   | 0       | 0      | 1      |